# Hormizd VI
Hormizd VI là hoàng đế thứ 28 của nhà Sassanid Ba Tư, là một trong những viên quan trở thành hoàng đế Ba Tư sau khi hoàng đế Khosrau II (590-628) bị ám sát năm 628. Ông ở ngôi được 2 năm (630-632), hùng cứ ở quận Nisibis.
Ông này cũng chính là hoàng đế tự phong Hormizd V. Ông cai trị trong một thời gian ngắn năm 628.